# Arturo Rietti

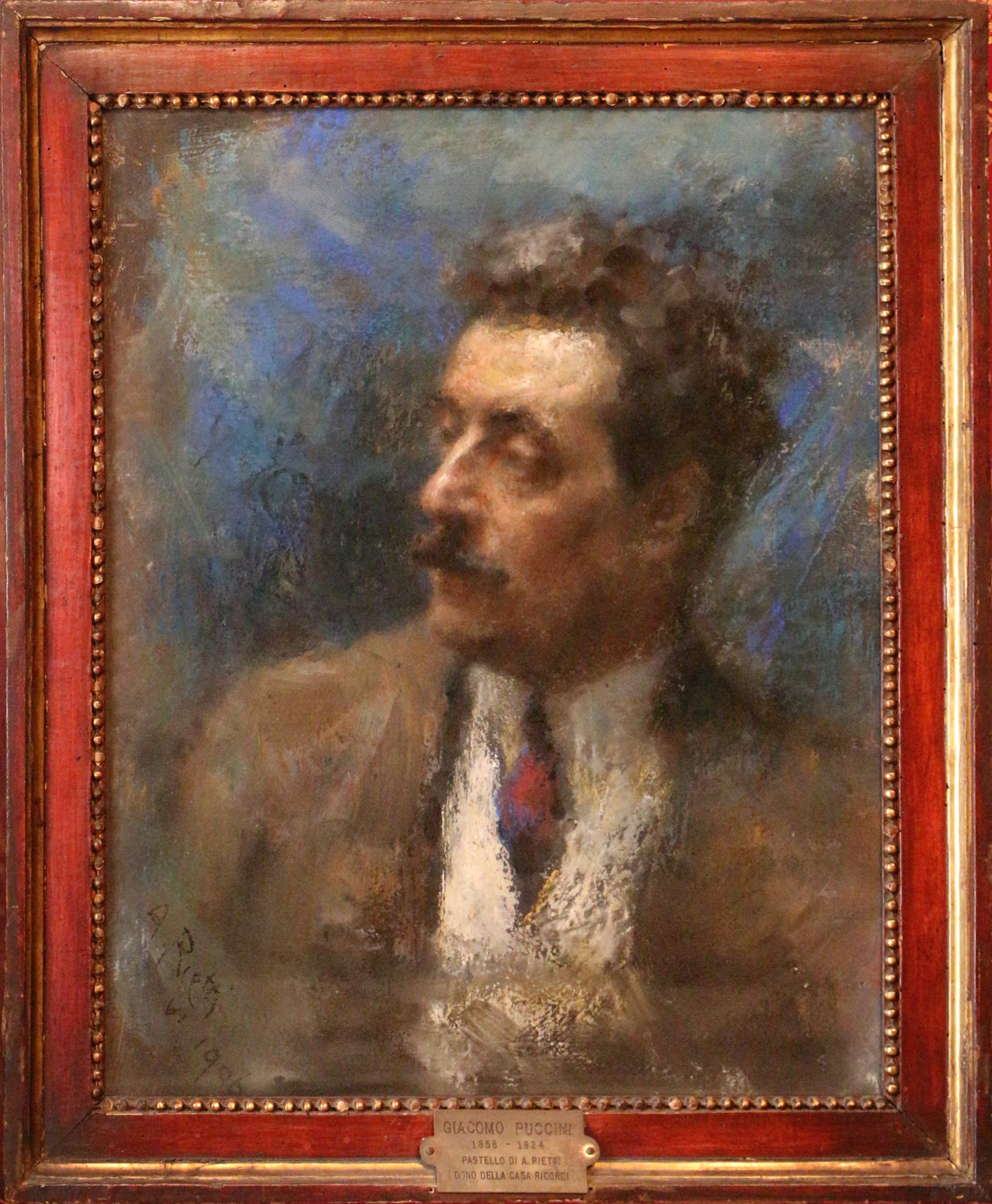
Arturo Rietti, ritratto del compositore Giacomo Puccini, 1906

Arturo Rietti (Trieste, 3 marzo 1863 – Fontaniva, 6 febbraio 1943) è stato un pittore italiano.

## Biografia
Figlio ultimogenito di Alessandro Riettis, un commerciante ebreo di Zante, e di Elena Laudi, di un'agiata famiglia di Trieste di religione ebraica. Cresciuto in un ambiente cosmopolita, parla sin da giovanissimo il tedesco e il francese, divenne un convinto irredentista.
Tra il 1882 e il 1884 è presso il fratello maggiore Riccardo a San Giovanni Valdarno, dove dipinge in stile verista contadini e operai e visita Firenze e la Toscana. Pur non seguendo un regolare percorso formativo in pittura, è influenzato dai pittori triestini della generazione precedente (ritratti di Eugenio Scomparini e di Giuseppe Barison) e dalle tematiche della "pittura di genere che si andava affermando nell'Italia centrale negli stessi anni, secondo il realismo auspicato da Telemaco Signorini. Numerosi schizzi a carboncino e a matita di questi anni manifestano l'interesse per i volti e gli atteggiamenti della gente comune.
Nonostante il parere contrario dello zio Vitale Laudi, suo tutore dopo la morte del padre, sostenuto dalla madre e dalla nonna, nel 1884 si iscrive all'Accademia di Monaco di Baviera, dove frequenta le lezioni di Franz von Defregger e del greco Nikolaus Gysis ed entra in contatto con altri artisti triestini, come Umberto Veruda e Richard Carniel. Conosce anche il pittore Hugo von Habermann e sperimenta varie tecniche, continuando a riempire quaderni di note e riflessioni e di disegni di volti e figure. Pratica inoltre lo sport della scherma.
Si sposta quindi a Milano dove affina la sua tecnica di disegno, che diviene più rapida e incisiva, e adotta la tecnica del pastello. Nel 1887 espone presso la Permanente. Ha contatti con i pittori Mosè Bianchi, Pompeo Mariani e Ambrogio Alciati e diventa amico di Emilio Gola e dello scultore Paul Troubetzkoy.
Nel 1889 ottiene la medaglia d'argento all'Esposizione universale di Parigi e nell'ultimo decennio dell'Ottocento espone a Monaco, al Glaspalast e alla München Secession, ottenendo un buon riscontro di critica. All'esposizione del 1891 guadagna la medaglia d'oro di II grado con uno Studio di giovinetta. Nel catalogo risulta essere di Milano, sebbene svolga gran parte della sua attività a Trieste, dove nel 1894 ha uno studio posto nella cupola di Palazzo Carciotti. Utilizza una tecnica mista, che unisce il segno grafico del pastello e quello pittorico della tempera.
Alterna soggiorni a Trieste e a Milano e nel 1903 espone a Vienna presso la galleria "Miethke" 17 opere a pastello (con ritratti di Teresa Junk Garbagnati, Gabriele D'Annunzio, Rembrandt Bugatti, Carlo Lamberti, Arturo Toscanini, Giacomo Puccini) e viene elogiato dalla critica viennese.
Secondo lo stesso Rietti il ritratto deve rivelare «una verità segreta, profonda, dell'anima del soggetto». Contemporaneamente il pittore annota: «La pecca del ritratto sta in questo: che si deve fare anche quando si vorrebbe fare altro, e che deve piacere al padrone e alla serva, e deve piacere subito». Numerosi ritratti sono conservati in collezioni private italiane ed estere.
Si oppone sin dagli inizi al fascismo.
Nel 1925 espone insieme ad Arturo Mancini presso la Galleria Pesaro di Milano e le opere esposte sono esaminate in un articolo da Raffaello Giolli.
Nei suoi taccuini rivela le sue perplessità sull'arte contemporanea, di cui avverte il cambiamento senza comprenderlo: le sue preferenze (ancora nel 1932) vanno a Edgar Degas, Eugène Carrière, Max Liebermann. Le commissioni tuttavia non gli mancano da parte della borghesia, che richiede ritratti tradizionali per i propri salotti.
Continua a girare da una città all'altra, pur restando fortemente legato a Trieste. Nel 1933 si stabilisce a Trieste presso il Foro Ulpiano e nel 1936 espone ancora presso la galleria "Trieste".
È indignato e amareggiato per le leggi razziali fasciste. Alla morte della moglie, Elena Riva, nel 1940 si sposta da Trieste a Milano che lascia poi per timore dei bombardamenti per rifugiarsi presso la famiglia Gallarati Scotti a Fontaniva, ritrovo di intellettuali antifascisti: il suo appartamento viene distrutto dalle bombe nel 1943.
Sofferente per il diabete, che gli procura dolori al piede, muore a Fontaniva il 6 febbraio.